# Marco Innocenti
Marco Innocenti (* 16. August 1978 in Prato) ist ein italienischer Sportschütze.

## Erfolge
Marco Innocenti ist insbesondere im Doppeltrap erfolgreich. In der Mannschaftskonkurrenz wurde er dreimal Weltmeister: 1999 in Tampere, 2002 in Lahti und 2018 in Changwon. Zudem gewann er mit der Mannschaft 2001 in Kairo und 2003 in Nikosia Bronze. Dreimal nahm er an Olympischen Spielen teil. Im Jahr 2000 in Sydney verpasste er mit 135 Punkten die Finalrunde und beendete den Wettbewerb auf dem achten Rang. Vier Jahre darauf kam er in Athen in der Qualifikationsrunde auf 127 Punkte, womit er den 17. Platz erreichte. Seine dritte Teilnahme erfolgte erst bei den Olympischen Spielen 2016 in Rio de Janeiro, bei denen er mit 136 Punkten als Fünfter der Vorrunde erstmals die erste Runde überstand. Im Halbfinale war er 27 Punkten zweitbester Schütze und zog ins Duell um die Goldmedaille gegen Fehaid al-Deehani ein. Innocenti unterlag Al-Deehani mit 24 zu 26 Treffern und erhielt somit die Silbermedaille.
Er ist verheiratet und hat ein Kind. Seine Schwester Nadia Innocenti ist ebenfalls Sportschützin im Doppeltrap.